# Rumunsko na Zimních olympijských hrách 1968
Rumunsko se účastnilo Zimní olympiády 1968. Zastupovalo ho 30 sportovců (29 mužů a 1 žena) v 5 sportech.

## Medailisté
| Medaile | Jméno                      | Sport | Soutěž  |
| ------- | -------------------------- | ----- | ------- |
| Bronz   | Ion Panțuru Nicolae Neagoe | Boby  | Dvojbob |